# Sixt-Fer-à-Cheval
Sixt-Fer-à-Cheval – gmina we Francji, w regionie Owernia-Rodan-Alpy, w departamencie Górna Sabaudia.
Według danych na rok 1990 gminę zamieszkiwało 715 osób, a gęstość zaludnienia wynosiła 6 osób/km² (wśród 2880 gmin regionu Rodan-Alpy Sixt-Fer-à-Cheval plasuje się na 969. miejscu pod względem liczby ludności, natomiast pod względem powierzchni na miejscu 7.).